# Eichstedt (Altmark)
Eichstedt (Altmark) – gmina w Niemczech, w kraju związkowym Saksonia-Anhalt, w powiecie Stendal, wchodzi w skład gminy związkowej Arneburg-Goldbeck.
1 stycznia 2010 do gminy wcielono Baben i Lindtorf.